# Stolwijk
Stolwijk is de hoofdplaats van de gemeente Krimpenerwaard in de Nederlandse provincie Zuid-Holland. Tot 1 januari 1985 was Stolwijk een zelfstandige gemeente. Van 1 januari 1985 tot 1 januari 2015 maakte Stolwijk met de buurplaatsen Vlist en Haastrecht deel uit van de gemeente Vlist. Sinds 1 januari 2015 maakt Stolwijk deel uit van de gemeente Krimpenerwaard. In Stolwijk is het gemeentekantoor (Klant Contact Centrum) van deze gemeente gevestigd.
In 2023 telde Stolwijk 5.465 inwoners, waarvan 2.605 (49%) mannen en 2.635 (51%) vrouwen.

## Geschiedenis
Stolwijk wordt voor het eerst vermeld in 1320 in de registratie van de grafelijke lenen in de Krimpenerwaard. Op 19 september 1320 wordt genoemd: "Een hoeve, groot 8 morgen, in Stolwijk boven de kerk, oost: Ticlenland".

### Spoorlijn
In de eerste helft van de 20e eeuw was Stolwijk een van de haltes aan de spoorlijn tussen Gouda en Schoonhoven, maar deze is door de Duitsers in de Tweede Wereldoorlog gesloopt voor het maken van wapens.

## Cultuur

### Media
Stolwijk wordt genoemd in de Nederlandse versie van Cars (2006). De exacte quote is: "Ik ken een wagen uit Stolwijk, zo weggevreten door de roest dat hij niet eens 'n schaduw had".

### Monumenten
Stolwijk telt een aantal rijksmonumenten en een oorlogsmonument, zie:

### Kunst in de openbare ruimte

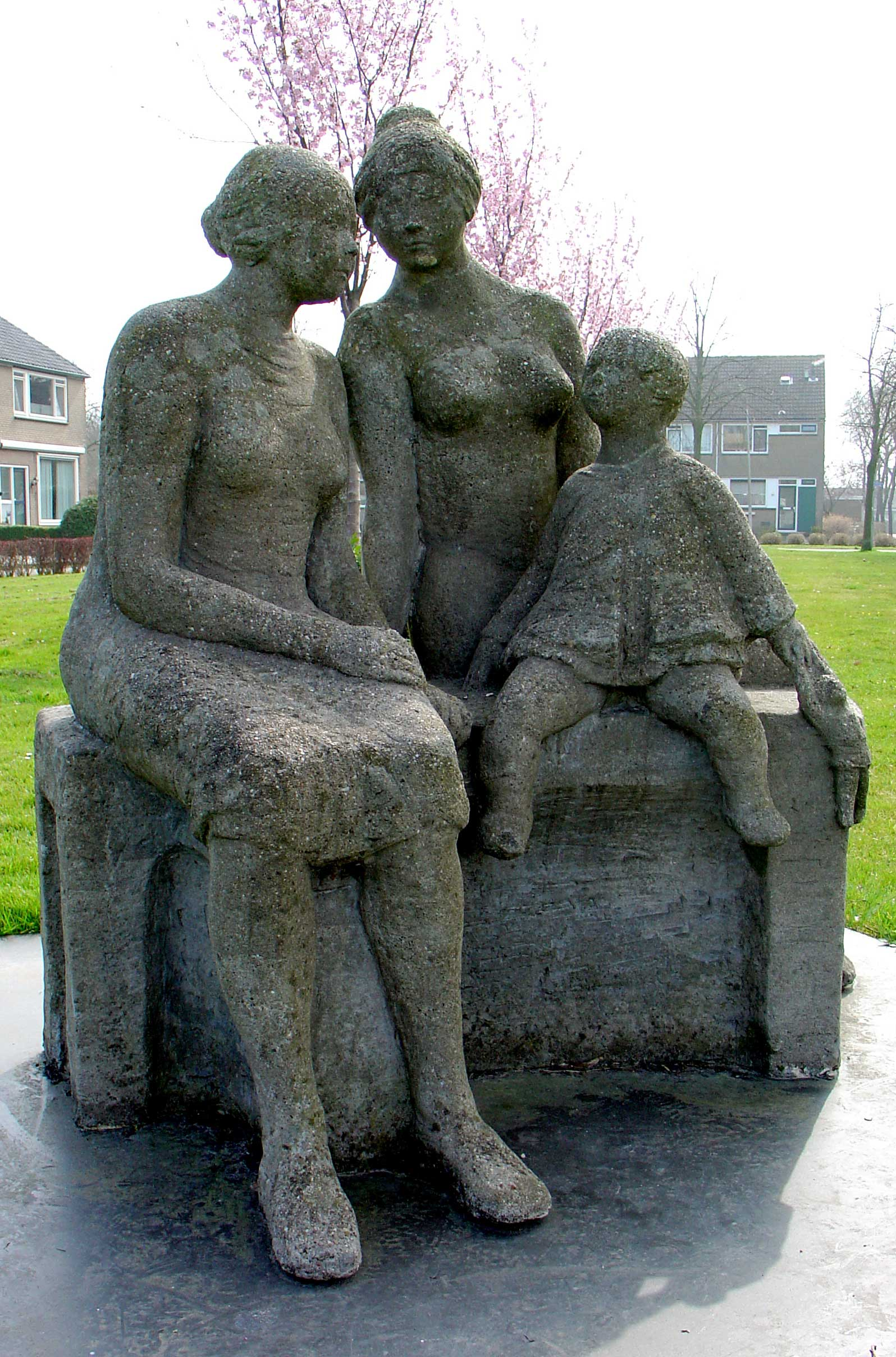
Drie generaties (1965) door de Stolwijkse beeldhouwster Ineke van Dijk aan de Kievitslaan

In Stolwijk zijn diverse beelden, sculpturen en objecten geplaatst in de openbare ruimte, namelijk:
- "Drie generaties" van Ineke van Dijk aan de Kievietslaan;
- "Drie kazen en een klont boter" - naar een ontwerp van Jan de Borst en Andréa Dogterom en uitgevoerd door Albert en Sjoerd Kramer - aan de Provincialeweg[5]

## Kerken
- Hervormde Gemeente. Deze gemeente bestaat uit een tweetal wijkgemeenten (wijkgemeente 1 en wijkgemeente 2).

- Hersteld Hervormde Gemeente (Pniël). Deze gemeente komt samen in gemeenschapscentrum Het Kwartier aan de Jan Steenlaan.
- Gereformeerde Gemeente. Deze gemeente komt samen in het kerkgebouw aan de Tentweg.

## Scholen
Stolwijk telt twee basisscholen:
- De Sterrenboom (voorheen: De Hazelmuis) (openbare school)
- Oranje-Nassauschool (protestants-christelijke school) (naamsbetekenis)

## Verenigingsleven
In Stolwijk zijn diverse verenigingen actief.

### Sportverenigingen
- Gymnastiekvereniging L.D.O.
- Tennisvereniging Stolwijk
- Voetbalvereniging VV Stolwijk
- Volleybalvereniging Dosko
- Waterpolovereniging Zwem- en Poloclub Stolwijk
- Bridgeclub Stolwijk

### Overige verenigingen
- Toneelvereniging 'Rederijkerskamer Excelsior' (opgericht 1877)
- Toneelvereniging Toneel-, Revue- en Cabaretgezelschap Toreca
- Muziekvereniging Harmonie Stolwijk
- Historische vereniging Oud Stolwijck
- Pluimvee- en konijnenfokkersvereniging "Nut en Sport" Stolwijk
- Oranjevereniging Stolwijk
- Winkeliersvereniging Winkelrijk Stolwijk
- Eerste Hulp Bij Ongevallen vereniging Stolwijk

## Overige voorzieningen
Stolwijk heeft diverse overige voorzieningen. Zwembad "Ons Polderbad" ligt aan de Kievietslaan en is onderdeel van de Vlister Openlucht Baden. Woonzorgcentrum "De Wilgenhoven" ligt aan de Kievietslaan. Gemeenschapscentrum "Het Kwartier" ligt aan de Jan Steenlaan. De Algemene Begraafplaats ligt aan de Hoflaan.

## Stratenplan en wijken
Het centrale gedeelte van Stolwijk betreft het Dorpsplein. Zuidelijk hiervan staat de Hervormde Kerk met de straten Achter de Kerk, Schoolstraat, Torenstraat en Kerklaan en vervolgens parallel aan elkaar de Tentweg en Industrieweg. Noordelijk van het Dorpsplein loopt de Goudseweg richting Gouda. Westelijk van het Dorpsplein ligt de Populierenlaan, richting buurtschap Benedenkerk, oostelijk ligt buurtschap Bovenkerk.
Qua straatbenaming kent Stolwijk schilders (zoals Frans Halsstraat), bloemen (zoals Hortensialaan), vogels (zoals Kievietslaan) en landerijen (zoals Griend, Waterland).

## Geboren
- Brenda Sleeuwenhoek (3 november 1970), atlete

## Aangrenzende plaatsen
| Aangrenzende gemeenten | Aangrenzende gemeenten | Aangrenzende gemeenten | Aangrenzende gemeenten | Aangrenzende gemeenten |
| ---------------------- | ---------------------- | ---------------------- | ---------------------- | ---------------------- |
| Gouda                  |                        | Goudseweg              |                        | Bilwijk Haastrecht     |
|                        |                        |                        |                        |                        |
| Benedenkerk            | Bovenkerk Vlist        |                        |                        |                        |
|                        |                        |                        |                        |                        |
| Berkenwoude            |                        | Bergambacht            |                        | Schoonhoven            |